# Michael Tippett School
The Michael Tippett School è una scuola secondaria per speciali necessità, per studenti con gravi difficoltà di apprendimento, situata nel sud di Londra. Prende il nome dal compositore Michael Tippett. L'edificio è stato progettato da Marks Barfield Architect e completato nel 2008.
Può ospitare 80 studenti di età compresa tra gli 11 ei 19 anni. È stata costruita come parte del programma Building Schools for the Future ed è stata la prima scuola a Londra e la prima scuola per bisogni speciali del paese a essere completata nell'ambito del programma.